# Матје Бастаро
Матје Бастаро (енгл. Mathieu Bastareaud; 17. септембар 1988) је професионални француски рагбиста који је са Тулоном освојио 3 титуле шампиона Европе.

## Биографија
Висок 183 цм, тежак 120 кг, Бастаро је у каријери пре Тулона играо за Стад Франс и РК Маси. За француску репрезентацију је одиграо 37 утакмица и постигао 3 есеја.